# Seleção Húngara de Voleibol Feminino
A Seleção Húngara de Voleibol Feminino é uma equipe europeia composta pelas melhores jogadoras de voleibol da Hungria. A equipe é mantida pela Federação Húngara de Voleibol (Magyar Röplabda Szövetség). Atualmente ocupa a 40ª posição do ranking da FIVB.
O auge do sucesso da seleção feminina foi entre as décadas de 1970 a 1980 onde disputou sua primeira olimpíada em 1972,terminando na 5ª colocação. Sua melhor posição nesse torneio foram nas edições de 1976 e 1980 ficando em 4ª lugar em ambas. Em campeonatos mundiais sua melhor colocação foi em 4º na edição de 1970. No Campeonato Europeu conquistou a medalha de prata na edição de 1975 e ainda foi bronze nas edições de 1977,1981 e 1983.
Após décadas sem disputar torneios de grande importância, em 2011 disputou pela primeira vez a Liga Europeia (competição criada em 2009). Na edição de 2015 sagrou-se campeã do torneio ao derrotar na final a , seleção turca que defendia o ouro conquistado na edição anterior.

## Elenco Atual
| No. | Nome                 | Data de Nascimento      | Altura              | Peso           | Ataque           | Bloqueio         |
| --- | -------------------- | ----------------------- | ------------------- | -------------- | ---------------- | ---------------- |
| 1   | Greta Szakmary       | 31 de dezembro de 1991  | 1,85 m (6 ft 1 in)  | 77 kg (170 lb) | 292 cm (110 pol) | 276 cm (110 pol) |
| 2   | Zsanett Kotel        | 15 de julho de 1986     | 1,74 m (5 ft 9 in)  | 70 kg (150 lb) | 274 cm (110 pol) | 264 cm (100 pol) |
| 4   | Bernadett Dekany     | 30 de junho de 1992     | 1,87 m (6 ft 2 in)  | 76 kg (170 lb) | 301 cm (120 pol) | 290 cm (110 pol) |
| 5   | Adrienn Szabo        | 25 de outubro de 1995   | 1,77 m (5 ft 10 in) | 61 kg (130 lb) | 297 cm (120 pol) | 280 cm (110 pol) |
| 6   | Evelin Vacsi         | 28 de outubro de 1993   | 1,77 m (5 ft 10 in) | 68 kg (150 lb) | 290 cm (110 pol) | 275 cm (110 pol) |
| 7   | Renata Sandor        | 15 de dezembro de 1990  | 1,82 m (6 ft 0 in)  | 68 kg (150 lb) | 310 cm (120 pol) | 290 cm (110 pol) |
| 8   | Zsuzsanna Talas      | 9 de julho de 1993      | 1,74 m (5 ft 9 in)  | 66 kg (150 lb) | 285 cm (110 pol) | 270 cm (110 pol) |
| 9   | Vivien Levai         | 12 de maio de 1992      | 1,64 m (5 ft 5 in)  | 57 kg (130 lb) | 264 cm (100 pol) | 250 cm (98 pol)  |
| 10  | Zsanett Miklai       | 16 de fevereiro de 1992 | 1,88 m (6 ft 2 in)  | 81 kg (180 lb) | 298 cm (120 pol) | 288 cm (110 pol) |
| 11  | Dora Kotel           | 16 de junho de 1988     | 1,75 m (5 ft 9 in)  | 61 kg (130 lb) | 273 cm (110 pol) | 263 cm (100 pol) |
| 12  | Dorottya Bodnar      | 31 de agosto de 1995    | 1,83 m (6 ft 0 in)  | 65 kg (140 lb) | 298 cm (120 pol) | 280 cm (110 pol) |
| 13  | Petra Szeles         | 27 de janeiro de 1988   | 1,76 m (5 ft 9 in)  | 67 kg (150 lb) | 299 cm (120 pol) | 279 cm (110 pol) |
| 14  | Edina Dobi           | 22 de outubro de 1987   | 1,90 m (6 ft 3 in)  | 70 kg (150 lb) | 308 cm (120 pol) | 299 cm (120 pol) |
| 15  | Rita Liliom          | 23 de maio de 1986      | 1,84 m (6 ft 0 in)  | 73 kg (160 lb) | 305 cm (120 pol) | 295 cm (120 pol) |
| 17  | Agnes Pallag         | 2 de setembro de 1993   | 1,78 m (5 ft 10 in) | 69 kg (150 lb) | 290 cm (110 pol) | 287 cm (110 pol) |
| 18  | Dora Horvath         | 4 de março de 1988      | 1,87 m (6 ft 2 in)  | 78 kg (170 lb) | 305 cm (120 pol) | 295 cm (120 pol) |
| 19  | Szandra Szombathelyi | 2 de agosto de 1989     | 1,79 m (5 ft 10 in) | 69 kg (150 lb) | 288 cm (110 pol) | 278 cm (110 pol) |
| 20  | Petra Csengeri       | 1 de janeiro de 1990    | 1,87 m (6 ft 2 in)  | 68 kg (150 lb) | 300 cm (120 pol) | 280 cm (110 pol) |